# Joseph Dervaes
Joseph Dervaes, dit Jef, né le 27 octobre 1906 à Wetteren et mort le 12 avril 1986, est un coureur cycliste belge. Il est professionnel de 1926 à 1936.

## Palmarès
- 1924
  - Anvers-Menin
- 1925
  - 3e étape du Tour de Belgique indépendants
- 1926
  - Grand Prix de l'Escaut
  - 2e étape du Critérium des Aiglons
- 1927
  - 3e du Tour de Belgique
- 1928
  - Champion de Belgique sur route
  - Grand Prix de l'Escaut
  - Bruxelles-Paris
  - Trois villes sœurs
  - Circuit de Belgique du nord
  - 2e de la Coupe Sels
  - 2e du Circuit des régions flamandes
  - 4e du championnat du monde sur route
  - 6e de Paris-Tours
- 1929
  - Tour des Flandres
  - Trois villes sœurs
  - Circuit de Belgique du nord
  - Grand Prix du 1er mai
  - 4e du championnat du monde sur route
- 1930
  - Circuit de Belgique du nord
  - Grand Prix du 1er mai
  - 2e de Bruxelles-Ostende
  - 2e du championnat de Belgique sur route
- 1931
  - Grand Prix du 1er mai
  - Paris-Lille
  - 2e de Anvers-Gand-Anvers